# Harnoli
Harnoli é uma cidade do Paquistão localizada na província de Punjab.